# Patelloa specularis
Patelloa specularis là một loài ruồi trong họ Tachinidae.